# Климушино
Климу́шино (рос. Климушино) — присілок у складі Верховазького району Вологодської області, Росія. Входить до складу Нижньо-Вазького сільського поселення.

## Населення
Населення — 249 осіб (2010; 288 у 2002).
Національний склад (станом на 2002 рік):
- росіяни — 99 %